# Dera Ghazi Khan (Distrikt)
Der Distrikt Dera Ghazi Khan ist ein Verwaltungsdistrikt in Pakistan in der Provinz Punjab. Sitz der Distriktverwaltung ist die gleichnamige Stadt Dera Ghazi Khan.

## Lage
Der Distrikt liegt im äußersten Südwesten von Punjab.

## Geographie
Der Distrikt erstreckt sich über eine Länge von 180 km entlang dem Westufer des Indus. Er liegt am Rande der Tiefebene des Indusbeckens. Er wird im Westen von einem Höhenrücken begrenzt. Die Nord-Süd-Ausdehnung liegt bei knapp 340 km, die West-Ost-Ausdehnung beträgt 80 km. 50 km nördlich der Distrikthauptstadt liegt die Taunsa-Talsperre am Indus.

## Klima
Die Gegend ist von geringen Niederschlägen geprägt. 
Im Sommer steigen die Temperaturen auf Werte von bis 46 °C, im Winter liegen sie gewöhnlich bei 4 °C.

## Geschichte
Der Distrikt Dera Ghazi Khan entstand 1849 nach dem Ende des Zweiten Sikh-Kriegs als Teil des Britischen Weltreichs. Nach der Unabhängigkeit Pakistans 1947 wurde Dera Ghazi Khan Teil Pakistans.  
1982 wurde der neu gegründete Distrikt Rajanpur abgetrennt.

## Sprachen und Volksgruppen
Es werden folgende Sprachen gesprochen: Saraiki, Belutschi, Urdu und Panjabi. Stämme im Gebiet sind: Leghari, Khosa, Buzdar, Qaisrani und Lund.

## Bildung
Die Alphabetisierungsrate in den Jahren 2014/15 bei der Bevölkerung über 10 Jahren liegt bei 43 % (Frauen: 29 %, Männer: 58 %) und liegt damit deutlich unter dem Durchschnitt der Provinz Punjab von 63 %.